# Deilingen
Deilingen es un municipio alemán perteneciente al distrito de Tuttlingen, en el estado federado de Baden-Wurtemberg. Está ubicado en la meseta del Heuberg. La divisoria continental entre Rin y Danubio va a través del territorio municipal.